# マイ・ファミリー (テレビドラマ)
『マイ・ファミリー』（My Family）は、英国放送協会 (BBC) 製作のシットコムシリーズ。2000年から現在まで続いている人気番組である。
現在まで第1シリーズから、クリスマススペシャルを含む第6シリーズまで完結しており、第7シリーズが現在金曜日に放映中。

## 登場人物
ベン・ハーパー（ロバート・リンゼイ）
一家の主。開業歯科医である。無能な歯科助士やおかしな患者に毎日の様に苦しめられる。一見家庭内の事に関しては無関心であるが、心の奥では気にかけている。
スーザン・ハーパー（ゾーイ・ワナメイカー）
ベンの妻でツアーコンダクター。ベンとは正反対で、過干渉で過保護な母親。料理はとても下手で、レシピ本の通りに作らずに「発想」と称して材料を変えた結果ひどく不味い料理が完成する。
ニック・ハーパー（クリス・マーシャル）
ハーパー家の長男。毎回変な仕事やアイデアを拾ってくる憎めないおばかなキャラクターである。しかし隠された才能の持ち主でもあり、ジェイニーの息子を一瞬で泣き止ませたりする等の離れ業を披露する場面もあった。ハーパー家の中で一番笑わせてくれるキャラクターであったが、第5シリーズの途中から出演を辞めている。
ジェイニー・ハーパー（ダニエラ・デンビー＝アッシュ）
ハーパー家の長女。ファッションや男子に敏感な最近の若い女の子。マンチェスター大学に行ったのも束の間、クリスマスの帰省の際妊娠が判明したり、大学から退学処分になったりと、トラブルが絶えない女の子である。因みに息子の名前はケンゾー。第4シリーズでは出演を辞退していたが、第5シリーズから復帰。
マイケル・ハーパー（ガブリエル・トムソン）
ハーパー家の次男で末っ子。年齢不相応な知識量と合理性を持つ。その行動は計算高く、人を利用する事もしばしば。
アビー・ハーパー
ベンの姪。第3シリーズから登場し、ハーパー家に転がり込む。ニック並に天然な女の子で、コミカルなキャラクター。
グレース・リグズ（ローズマリー・リーチ）
スーザンの母親でお酒好き。ベンからは悪魔の様に恐れられている。クリスマススペシャル等に出演するが、普段はあまり姿を見せない。
ロジャー・ベイリーJr.(ケイロン・セルフ）
開業歯科医ロジャー・ベイリーの息子。第4シリーズで、ベンの歯科医院の上階に歯科医院を新たに開業する。ハーパー家に転がり込んだアビーに一目ぼれする。
アルフィー・バッツ
第6シリーズのクリスマススペシャルから登場する、ウェールズ人でニックの知り合い。ミュージシャンを目指しており、クリスマススペシャルでは"Bull Castration Blues"（牛の去勢ブルース）を子供達の前で披露していた。

## ストーリー
ロンドン市郊外チズィック区にあるハーパー家の5人家族の話（キャラクターに関しては上記参照）。
普通の家族とはいい難い変わり者が集まった家族で、毎日のようにベンの苦労が絶えない。長男ニックの奇抜なアイデアに怒り、長女ジェイニーの破天荒さに呆れ、マイケルの計算高い行動に愕然。
更に妻スーザンの過干渉や心理的操作にも疲れ果てる毎日をコミカルにそして皮肉的に描いたファミリーシットコムである。

## エピソード
第1シリーズ（2000年放送開始）- 全8話
- The Serpent's Tooth
- Pain In The Class
- Droit De Seigneur Ben
- The Last Resort
- Farewell To Alarms
- Death takes A Policy
- The Awkward Phase
- Much Ado About Ben

第2シリーズ（2001年放送開始）- 全13話
- All Roads Lead To Ramon
- The Unkindest Cut
- Parisian Beauty
- Trust Never Sleeps
- Death And Ben Take A Holiday
- Driving Miss Crazy
- I Second That Emulsion
- The Age Of Romance
- Get Cartier
- Tis Pity She's A Whore
- The Last Supper
- Ben Wants To Be A Millionaire
- Breakable

第3シリーズ（2002年放送開始）- 全14話
- Absent Vixen, Cheeky Monkey
- Shrink Rap
- Desperately Squeaking Susan
- Of Mice And Ben
- Imperfect Strangers
- The Second Greatest Story Ever Told
- Waiting To Inhale
- Misery
- Auto Erotica
- A Handful Of Dust
- Lost Weekend
- Ghosts
- One Flew Out of The Cuckoo's Nest
- クリスマススペシャル　Ding Dong Merrily

第4シリーズ（2003年放送開始） - 全15話
- Fitting Punishment
- They Shoot Harpers
- Don't They?
- The Great Escape
- The Return Of The Prodigal Prat
- Owed To Susan
- Deliverance
- Blind Justice
- Friday The 31st
- Sitting Targets
- Loco Parents
- Canary Cage
- May The Best Man Win
- It's A Window Filled Life
- クリスマススペシャル　Sixty Feet Under

## ゾーイ・ワナメイカーのハリーポッター出演
ハリーポッターシリーズ映画第1作「ハリー・ポッターと賢者の石」に、マダム・フーチとして出演が決まったことに関して、エピソード中にその事実を知らせるような場面が2回見られた。
1つ目は、長男ニックが朝食のシーンで、新しいシリアルの箱を開けて皿にシリアルを盛った際、キャラクターカードが出てきて、「お、見てみて、マダム・フーチだ！」と言う場面。
2つ目は、第4シリーズのハロウィーンのシーンで、魔女に変装したスーザンの行動に苛立ったベンが、"I shall stick your Nimbus2000 up a place where witches don't fly!"（訳　お前のニンバス2000（映画で登場する箒の名前）を魔女も飛ばないようなところに突き刺すぞ）と言い放った場面があった